# Amona

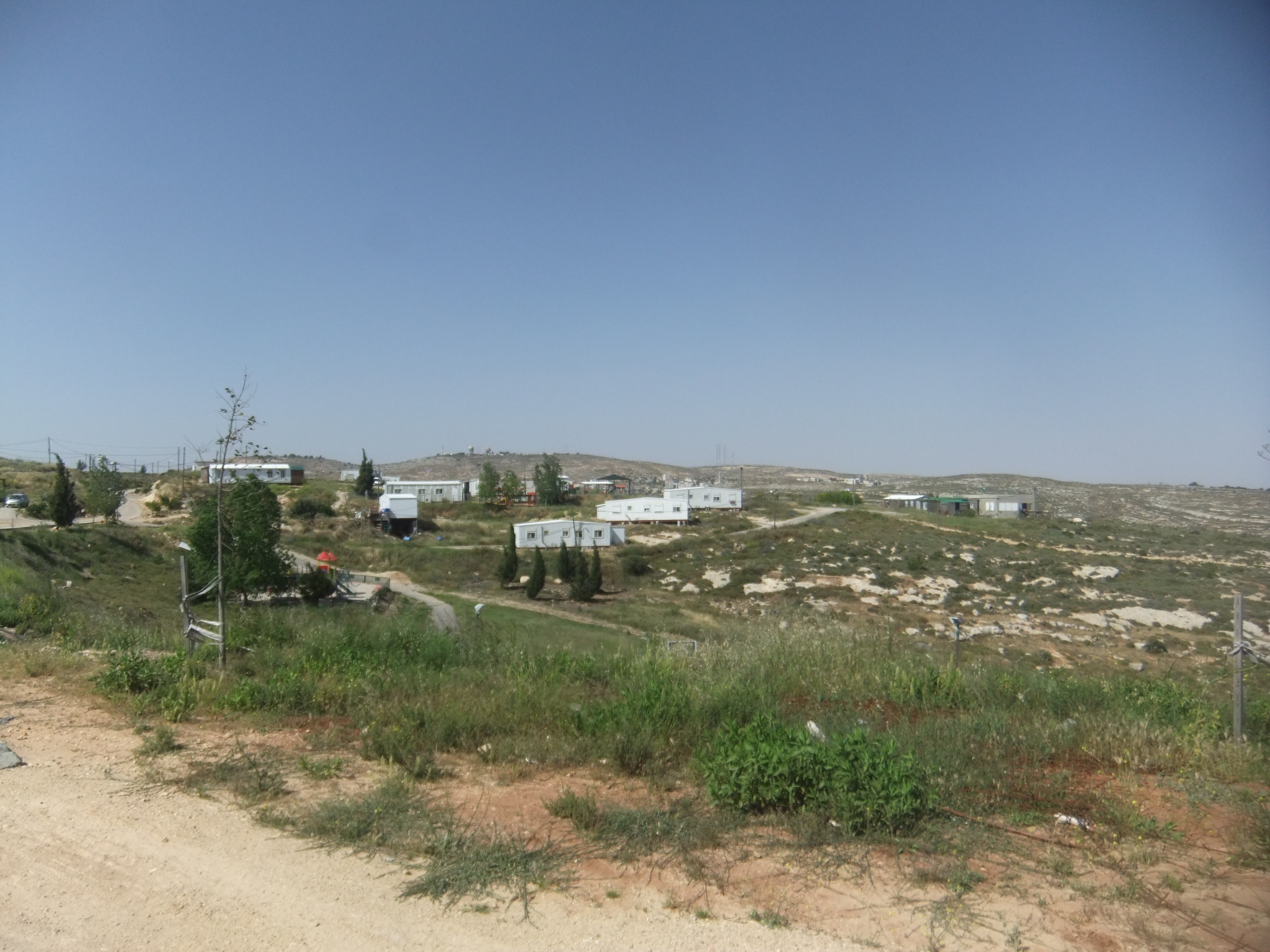
Amona (outpost), 2013

Amona (Hebreeuws: עמונה) was een in 1995 gestichte illegale buitenpost (outpost) op de door Israël bezette Westelijke Jordaanoever van Palestina. Deze buitenpost was over de Groene Lijn opgezet, op een heuveltop ten noordoosten van Ramallah. Dergelijke buitenposten worden door kolonisten opgezet als voorbereiding tot uitbreiding van reeds, door de Verenigde Naties (Resolutie 446 Veiligheidsraad Verenigde Naties) eveneens als illegaal aangemerkte, Israëlische nederzettingen.
Amona was opgezet als buitenpost bij de grotere nederzetting Ofra en op 1 februari 2017 door de Israëlische overheid ontruimd na bevel van het Hooggerechtshof van Israël omdat het gebouwd was op privaat Palestijns land.
Na de ontruiming is het door Israël tot afgesloten militaire zone verklaard, aanvankelijk om te voorkomen dat Israëlische burgers er zouden blijven. Dat verbod is weliswaar nooit herroepen maar nu nog uitsluitend gebruikt om er de Palestijnse eigenaren te weren. Voor hen is het verboden hun land, een militaire zone, te betreden. De kolonisten evenwel hebben, na hun gewelddadige protesten tegen de evacuatie begin januari 2019, er vrij toegang en is het een recreatieplek geworden gedurende de joodse feestdagen.

## Ontstaan
Amona werd in 1995 door Israëlische religieuze zionisten gesticht op privégrond van Palestijnen, dat behoorde bij drie Palestijnse dorpen:Silwad, Dir Jarir en Taibeh. Hoewel over het algemeen de outposts ook door de Israëlische regering illegaal beschouwd worden, worden ze meest wel voorzien van allerlei voorzieningen, zoals elektriciteit. De meeste van de meer dan 100 buitenposten zijn volgens de Israëlische groep Peace Now gesticht na maart 2001. De invloedrijke organisatie Amana van Ze'ev Hever zit achter de bouw van de buitenposten.

## Ontruiming
In februari 2006 ontruimden Israëlische veiligheidsdiensten in opdracht van minister Gideon Ezra de laatst gebouwde negen huisjes van de buitenpost onder protest van duizenden Israëliërs.
In maart 2012 besloot het Israëlische Hooggerechtshof dat de ontruiming van illegale buitenposten, waaronder Amona, niet langer uitgesteld mocht worden. Op verzoek van de Staat evenwel werd (een jaar later in 2013) de evacuatie uitgesteld tot juli 2015. De mensenrechtenorganisatie Yesh Din vertrouwde erop en ging ervan uit dat dit het laatste uitstel was.
Op 25 december 2014 gelastte het Hooggerechtshof dat de ontruiming van Amona over 2 jaar op 25 december 2016 plaatsgevonden moest hebben. Daarop eiste de Staat dat de Palestijnse landeigenaars gecompenseerd moesten worden.
Intussen werkte het Kabinet-Netanyahu IV, met de ministers Ayelet Shaked en Naftali Bennett, aan een wetsvoorstel om de buitenpost te legaliseren. Eind januari 2017 werd besloten tot de bouw van ongeveer 3000 woningen in de nederzettingen rond Jeruzalem.
Op 1 februari 2017 begon Israël met de ontruiming van Amona. Voor de bewoners werd in juni 2017 de nieuwe nederzetting Amichai gebouwd in het Silo-dal, ook op de Westelijke Jordaanoever.
Na de ontruiming verklaarde de IDF de heuvel tot 'gesloten militaire zone'. Met deze order werd de toegang afgesloten voor de Palestijnse landeigenaren. 
In de nacht van 13 december 2018 installeerden kolonistenleiders twee stacaravans illegaal op de heuveltop waar Amona in 2017 ontruimd was. Het werd gefaciliteerd door de (Israëlische) Regionale Raad Binyamin. De voorzitter daarvan, Yisrael Gantz zei dat de heuvel twee jaar verlaten was en legaal aan Israëliërs toeviel, en beweerde dat het stuk land was gekocht. Hij had de kolonisten beloofd er een nieuwe nederzetting te stichten.
Op 3 januari 2019 kwamen Israëlische veiligheidstroepen om de stacaravans weg te halen. Yisrael Gantz ("de regering sloopt het land in plaats van het te bevolken.") en voormalig Amona-leider Avichai Boaron waren niet van plan om aan het ontruimingsbevel gehoor te geven. De politie kwam te staan tegenover zo'n 300 protesterende kolonisten die zich daar verzameld hadden. Die gooiden stenen, ijzeren staven en staken banden in brand. Bij deze gewelddadige confrontatie werden 23 politieofficieren en 4 kolonisten verwond en 7 demonstranten gearresteerd.

### Reacties van politici
- Knessetlid Bezalel Smotrich van Het Joodse Huis, die er in de nacht van 13 december 2018 ook bij was geweest, riep premier Benjamin Netanyahu op om de stacaravans te laten staan; zeggend dat de premier alles in het werk stelt om de verwoesting van het bedoeïenendorp Khan al-Ahmar te voorkomen, maar Israëliërs van Amona wilde verdrijven.
- Naftali Bennett en Ayelet Shaked van Nieuw Rechts bekritiseerden Netanyahu wegens 'selectieve handhaving' en riepen hem op om Khan al-Ahmar onmiddellijk te verwoesten: "Israël laat hiermee zijn zwakte en aarzeling zien ten aanzien van de Palestijnen, en dat ondermijnt Israëls afschrikking."
- Yair Lapid, voorzitter van Yesh Atid, had kritiek op de gewelddadige protesten en zei daarover: "ieder die onze veiligheidstroepen aanvalt, valt ons land aan. We kunnen niet toelaten dat wetten afgebroken worden omdat dat gunstig is voor enkele politici."
- Avi Gabbay, voorzitter van de Arbeidspartij zei naar aanleiding van de weerstand tegen de ontruiming: "Een handjevol extremisten in de outposts en de Knesset is eraan gewend geraakt de regering te controleren en te zien dat de regering van Netanyahu zwicht voor al hun eisen. Israëls burgers verdienen een regering die niet zwicht voor het geweld van een handjevol extremisten."[14]